# (812) Adele
(812) Adele ist ein Asteroid des Hauptgürtels, der am 8. September 1915 vom russischen Astronomen Sergej Ivanovich Beljavski am Krim-Observatorium in Simejis entdeckt wurde.
Der Asteroid wurde vermutlich nach der gleichnamigen Figur aus der Operette Die Fledermaus von Johann Strauss benannt.